# 参考レース&重賞調教VTR
参考レース&重賞調教VTR(さんこうレース・アンド・じゅうしょう・ちょうきょう・ブイティーアール）は、グリーンチャンネルで毎週金曜・土曜深夜と土曜・日曜未明に放送している番組。

## 概要
元々は「今週の特別競走参考レース」というタイトルで、その週の特別競走への出走が予定されている競走馬について、それぞれの前回出走、あるいは競走距離に適した競走のレースビデオを公開して、馬券戦術の参考として役立ててもらうための番組だった。但し、調教後や出馬投票後に疾病その他を理由に出走辞退した馬も含まれているため「このビデオは出走馬確定前に作成したものです」という断り書きをしてある。
現在は特別競走の参考レースに加え、重賞競走については、水曜日・木曜日に開催される調教での追いきりの模様もビデオに収録したものも放送しており、その競走馬の前回出走と今回出走予定のレースの馬体比較や調教の出来具合を見極められるようになっている。

## 放送日

### 土曜開催
金曜日20:30-22:30、土曜日早朝4:30-6:30

### 日曜開催
土曜日21:00-23:00、日曜日早朝5:00-7:00

### その他
祝日利用の3日開催や平日の変則開催日は別途定める。

## 放送内容
以下は、2015年現在の3場開催時の基本的な内容で、2場開催時や平日の変則開催時は、一部異なる場合がある。

### 土曜開催
前半1時間
土曜開催の重賞競走→日曜開催の重賞競走→東日本主場の特別・最終競走→西日本主場の特別・最終競走→第三場の特別・最終競走
後半1時間
東日本主場の特別・重賞・最終競走（レース番号順）→西日本主場の特別・重賞・最終競走（レース番号順）→第三場の特別・重賞・最終競走（レース番号順）→（時間が余れば）日曜開催の重賞競走

### 日曜開催
前半1時間
重賞競走→東日本主場の特別・最終競走→西日本主場の特別・最終競走→第三場の特別・最終競走
後半1時間
東日本主場の特別・重賞・最終競走（レース番号順）→西日本主場の特別・重賞・最終競走（レース番号順）→第三場の特別・重賞・最終競走（レース番号順）→（時間が余れば）重賞競走（再放映）

### 備考
- 1日に重賞・特別競走が計4レース以上行われる場合は、メインレースを含む後半3レース分を放映する。最終レースも特別競走の場合は、それを含めた後半4レース分を放映する。
- 同じ日に重賞競走が複数行われる場合、前半1時間枠ではグレードの高い順に、同格の場合は東日本→西日本→第三場の順に放映する。
  - またその場合、主に第三場の特別競走分の放映が一部割愛されることがある。
- G1競走開催週には、土曜開催の前半1時間枠でも、最初にG1競走分を放映する。
- 障害競走については通常放映しないが、中山グランドジャンプ・中山大障害（いずれもJ・G1）に限り、参考レース映像を放映する。
- 調教映像は、G1競走は出走する全馬を馬番号順に、それ以外は上位人気が予想される出走馬を7頭分（馬番順不同）放映する。

## その他
- 当番組以外にも、参考レース・調教映像は、各競馬場・場外発売所において、レースの合間に放映されている他、グリーンチャンネルの他の番組でも随時放映される。
- 通常当番組で放映されない平場競走についても、同様に参考レース映像は制作されており、グリーンチャンネルの他の番組において、レース展望を行う際に放映されることがある。
- また、以下のような理由で平場競走分についても、当番組内で臨時に放映される場合がある。
  - 特別競走への出走頭数が少数（概ね8頭以下）となり、レース番号が平場競走と交換された場合[4]には、交換対象となった特別競走分は放映せず、代わりに平場競走分を放映する。
  - 各競馬場の最終レースを対象とした「最終馬連」[5]が実施される期間は、その対象レースについても放映[6]。
  - 2015年からは、通年で最終レース分についても放映されるようになった。
- 調教映像を放映する際の、タイトルCGや字幕のデザインは、長らく東日本・西日本・北海道で異なるものを使用していたが、2015年からこれが統一された。

## 関連番組
- 今日の調教（今週の調教）
- トレセンTIME
- トレセンまるごと情報局